# Північно-Західна провінція (ПАР)
Північно-Західна провінція (афр. Noordwes, тсв. Bokone Bophirima) — одна з провінцій Південно-Африканської Республіки. Утворена в 1994 році після адміністративної реформи. Столиця провінції — місто Мафікенг.
Тут розташований Заповідник Пілансберг.